# Памятник первой политической стачке шахтёров и мастеров Рутченково
Памятник первой политической стачке шахтеров и мастеров Рутченково установлен в Кировском районе Донецка на пересечении улиц Петровского и Державной.

Памятник представляет собой плоскую бесформенную поверхность чёрного цвета с обеих сторон которой размещены мемориальные доски: 
ЗДЕСЬ
17 июля 1906 г.
проходила первая
политическая стачка
шахтеров и мастеров
РУТЧЕНКОВО
Стачка шахтёров Рутченковского рудника состоялась в рамках второй волны стачек лета 1906 года в Юзовке и Макеевке. В стачках участвовали рабочие Вознесенского, Карповского, Лидиевского, Чулковского и Рутченковского рудников. Стачки переросли в столкновения с войсками и затихли с образованием временного генерал-губернаторства.